# Staten Hatay
Staten Hatay (turkiska: Hatay Devleti, franska: État du Hatay, arabiska: دولة هتاي Dawlat Hatay), även informellt kallad Republiken Hatay, var en politisk enhet som fanns från 7 september 1938 till 29 juni 1939 i Sanjakterritoriet vid Alexandretta i mandatområdet Syrien. Staten överfördes de jure till Hatayprovinsen den 7 juli 1939, och anslöts till Turkiet de facto den 23 juli samma år.